# Antonio Marescotti

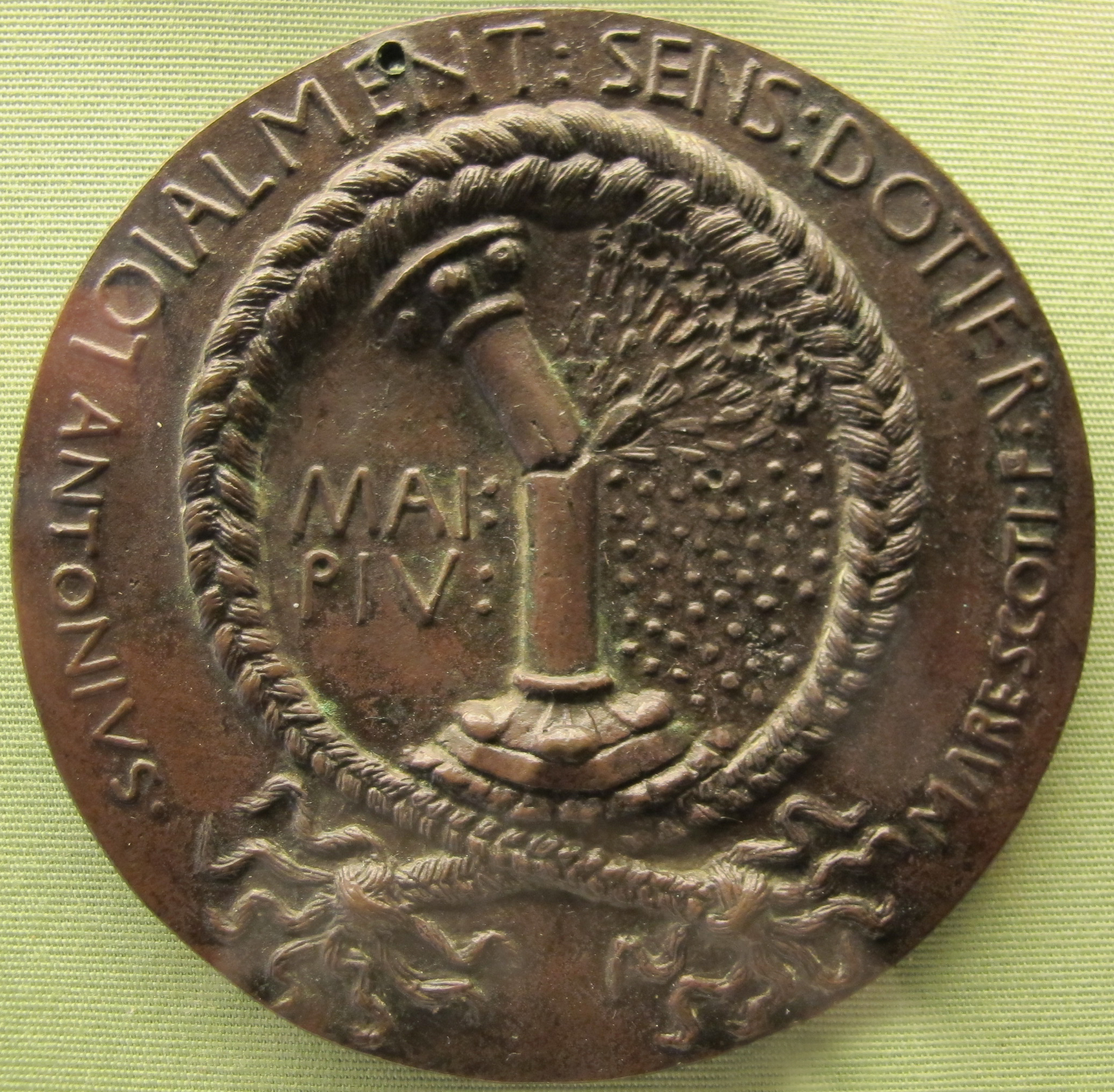
Medaille um 1448

Antonio Marescotti (dokumentiert zwischen 1444 und 1462) war ein italienischer Medailleur und eventuell auch Bildhauer.
Über das Leben Marescottis ist nichts bekannt. Sein Name und seine Wirkzeit erschließen sich lediglich aus seinen signierten und datierten Medaillen. Bekannt ist vor allem die ihm allgemein zugewiesene „Porträtmedaille des Antonio Pisano“, die in mehreren Varianten existiert und ehemals als Selbstbildnis Pisanellos galt. Die Pisanello-Medaille ist nicht signiert oder datiert und dürfte irgendwann zwischen 1440 und 1443 entstanden sein und zu den frühesten Arbeiten Marescottis zählen.
Auch wenn seine Arbeiten stilistisch von denen Pisanellos abweichen, ist er diesem in Bildaufbau und -erfindung durchaus verwandt, was eine Schulung durch diesen selbst, oder seinen Umkreis möglich erscheinen lässt. Nicht auszuschließen ist auch eine Ausbildung ist Bildhauer, die sich aber derzeit nicht belegen lässt.
Marescotti dürfte vornehmlich in Ferrara tätig gewesen sein. Neben dem Medaillen-Porträt Pisanellos modellierte er auch eine Medaille des Markgrafen/Marchese Borso d’Este sowie Bildnisse von Galeazzo Maria Sforza, Ginevra Sforza und Giulio Cesare da Varano. Darüber hinaus fertigte er eine Reihe andere Medaillen ohne Porträtdarstellungen an, von denen vor allem das Motiv des Heiligen Bernard von Siena weite Verbreitung fand.
Marescotti signierte seine Werke unter anderem mit „MARESCOTI FERRARIENSIS“ und „ANTONIO MARESCOTO DA FERARA“.
Die National Gallery of Art in Washington, D.C., USA besitzt 8 der bekannten Medaillen von Marescotti.